# Hartfield
Hartfield är en civil parish i Storbritannien.   Den ligger i grevskapet East Sussex och riksdelen England, i den södra delen av landet, 50 km söder om huvudstaden London.